# Знаменский парк культуры и отдыха
Знаменский парк культуры и отдыха — региональный Памятник природы (с 1979 г.) в посёлке Знаменка, Знаменского района Тамбовской области. Парк — охраняемая природная территория, объект охраны: Старинный парк XIX в. из лиственных пород деревьев. Заложен в усадьбе Кариан-Загряжское в имении помещиков Загряжских (где в 1812-м родилась Наташа Гончарова, будущая супруга А. С. Пушкина). Парк сильно пострадал в 20 в., сохранив лишь примерные форму и размер. Произрастают местные породы деревьев. Общая площадь: 5,9 га. Площадь охранной зоны: Охранная зона шириной 50 м. Экосистема: Лесостепь.